# Ала-ди-Стура
Ала-ди-Стура (итал. Ala di Stura, пьем. Ala) — коммуна в Италии, расположена в области Пьемонт, в провинции Турин.
Население составляет 477 человек (2008 г.), плотность населения составляет 11 чел./км². Коммуна занимает площадь 46 км². Почтовый индекс — 10070. Телефонный код — 0123.
Покровителем коммуны почитается святой Грат Аостский, празднование 4 сентября.

## Демография
Динамика населения:

## Администрация коммуны
- Официальный сайт: https://web.archive.org/web/20060822100114/http://www.comunealadistura.it/